# Исапа
Исапа (исп. Izapa) — крупный археологический памятник доколумбовой культуры, находится в мексиканском штате Чьяпас на реке Исапа около вулкана Такана, 4-й по величине горы Мексики.
Поселение Исапа составляло в поперечнике около 2 км и было крупнейшим в штате Чьяпас. Хронологически исапскую культуру относят к периоду между 600 г. до н. э. и 100 г. н. э. По мнению некоторых археологов, исапская культура могла возникнуть не позднее 1500 г. до н. э., то есть совпадать по датировке с такими ольмекскими памятниками, как Сан-Лоренсо Теночтитлан и Ла-Вента. Регион Исапа оставался населённым в течение позднеклассического периода. Датировка расцвета исапской культуры пока неясна из-за небольшого количества материала, который можно было бы датировать радиоуглеродным методом.
Благодаря большому количеству найденных в Исапе стел и монументов с вырезанными изображениями, термин «исапский стиль» используется для описания подобных работ в прибрежных нагорьях Тихого океана и далее, включая такие места, как Такалик-Абах и Каминальхуйу.
Исапа расположена во влажной холмистой местности из вулканической породы. Несмотря на это, почва вполне пригодна для сельского хозяйства. Погода — очень жаркая и очень сухая. Регион Соконуско, окружающий Исапу, длительное время (как минимум со времён ацтеков) славится производством какао.

## Местоположение и архитектура
Исапа занимает обширную территорию, на которой расположено большое количество монументов и сооружений. На территории Исапы имеется 8 групп курганов, общим числом (по разным оценкам) от 80 до 130 разной степени сохранности. Архитектурные сооружения в совокупности имеют объём около 250000 кубометров. В Исапе обнаружены пирамиды, скульптурные площадки и площади, а также, вероятно, два продолговатых поля, напоминающих поля для игры в мяч.

## Исапа и другие мезоамериканские цивилизации
Майкл Ко считал, что исапская культура была связующим звеном между ольмеками и ранней цивилизацией майя. В поддержку своей точки зрения он приводит большое количество мотивов ольмекского стиля, используемых в исапском искусстве, включая мотивы с ягуарами, человеческими ртами, косыми крестами, и т. д. Сходство существует и между архитектурными стилями майя и Исапы.
Другие археологи относятся к гипотезе Ко скептически и полагают, что термин «исапский стиль» должен относиться только к произведениям искусства непосредственно из Исапы. Вирджиния Смит считает, что исапское искусство уникально и не может считаться ни возникшим в результате ольмекского влияния, ни предшественником искусства майя. По мнению Смит, исапское искусство очень своеобразно и не распространялось вдали от Исапы. Скорее всего, оно косвенно повлияло на искусство майя, но наверняка было для майя не единственным источником.
С Исапой также связаны споры, касающиеся 260-дневного месоамериканского календаря. Первоначально данный календарь считался изобретением майя, однако недавно было выдвинуто предположение, что календарь происходил из Исапы. В поддержку гипотезы говорит тот факт, что Исапа лучше отвечает геологическим и историческим предпосылкам (для возникновения календаря), чем прежнее место, считавшееся местом происхождения.

## Монументальное искусство
Исапская культура получила известность благодаря своему искусству. Памятники искусства, обнаруженные в Исапе, представляют собой скульптуры-стелы и алтари в виде лягушек (символизирующих дождь). Люди изображаются большими группами, а не поодиночке. Имеется ряд черт, характерных для исапского искусства, например, наличие крылатых объектов, богов с длинными губами, напоминающих майянских, подобные ольмекским небесные вихри и тучи, обрамление в виде кошачьих ртов, изображения животных (крокодил, ягуар, лягушка, рыба, птицы), наложение объектов друг на друга и отсутствие дат.
По количеству скульптуры Исапской культуры на порядки превосходят любые другие известные культуры того времени. Гарт Норман (Garth Norman) насчитал 89 стел, 61 алтарей, 3 трона и 68 «различных монументов». В противоположность изображавшим правителей скульптурам эпиольмекской культуры, удалённой от Исапы на 550 км через Теуантепекский перешеек, исапские скульптуры изображают мифологические и религиозные сюжеты, являются церемониально-повествовательными по характеру.
Кроме того, в противоположность эпиольмекским и более поздним майяским стелам, исапские монументы содержат пиктограммы. Хотя это может означать, что исапская культура не имела собственной письменности, Джулия Гернси (Julia Guernsey), автор важной работы по исапской скульптуре, предполагает, что стелы изначально не были предназначены для покрытия надписями, и поскольку Исапа находилась на границе двух языковых регионов — михе-сокского и майяского, то, по-видимому, это могло создать предпосылки для невербального общения.

### Примечательные памятники
Исапская стела 1 изображает бога с длинными губами, которого Майкл Коу описывает как раннюю форму майяского бога молнии и дождя Чаака. На Стеле I бог идёт по воде, собирая рыбу в корзину, кроме того, на спине он несёт корзину с водой.
Исапская стела 2, как и стела 25 (см. ниже), связывается с битвой Героических близнецов из мифологии майя против Вукуб Какиш, мощного птицеобразного демона подземного мира.
Исапская стела 3 показывает божество, размахивающее дубинкой. Нога божества превращается в змею, которая обвивается вокруг его тела. Вероятно, это божество является ранней формой майяского бога K, несущего посох.
Исапская стела 4 изображает царя, который во время танца превращается в птицу. Сцена, скорее всего, связана с птичьим божеством. Вероятно, сцена передаёт экстаз шамана, употребившего перед танцем галлюциногенные вещества для путешествия в иные миры. Хотя политическая система Исапы пока неизвестна, стела 4 позволяет предположить, что правитель играл также роль шамана, религиозного лидера.
Исапская стела 5 представляет собой, по-видимому, наиболее сложное из исапских рельефных изображений. В центре изображено большое дерево, окружённое примерно десятком людей и другими фигурами. Некоторые знаки на стеле, как предполагается, представляют собой самостоятельную форму мезоамериканской письменности.
Исапская стела 8 изображает правителя на троне. Сцену на Стеле 8 часто сравнивают с изображением на Троне 1.
Исапская стела 21 — редкое изображение божества, подвергнувшегося насилию. Воин держит голову обезглавленного бога.
Исапская стела 25, вероятно, содержит сцену из эпоса Пополь-Вух. Скорее всего, стела изображает Героев-близнецов, стреляющих из духового ружья по высоко сидящему Богу-птице. Эта же сцена представлена на майяском горшке, известном как «горшок стрелка с духовым ружьём». Также предполагается, что Стела 25 могла служить картой звёздного неба при пересказе мифа о героях-близнецах и боге-птице.
- Копия надгробного камня, находится в Метро-Беллас-Артес, Мехико
- Копия надгробного камня, находится в Метро-Беллас-Артес, Мехико
- Копия надгробного камня, находится в Метро-Беллас-Артес, Мехико
- Стела 50 из Исапы в экспозиции Национального музея антропологии, Мехико
- Стела 1 из Исапы в экспозиции Национального музея антропологии, Мехико
- Стела 21 из Исапы в экспозиции Национального музея антропологии, Мехико. Изображение именуется "Обезглавленный"
- Исапская стела 25